# Jawa 350 SV
Jawa 350 SV je československý vzduchem chlazený jednoválcový motocykl, vyráběný firmou Jawa. V letech 1934–1936 bylo vyrobeno celkem 2004 kusů.

## Historie
První prototyp byl vyroben již v roce 1932. Rám byl odvozen od motocyklu Jawa 175 Villiers. Jawa 350 SV byla nahrazena Jawou 350 OHV.

## Technické parametry
- Rám: lisovaný z ocelového plechu
- Suchá hmotnost: 125 kg
- Pohotovostní hmotnost: 150 kg
- Maximální rychlost: 95 km/h
- Spotřeba paliva: 3,25 l/100 km